# キシリク
キシリク(モンゴル語: Kišiliγ,中国語: 啓昔礼,? - ?)とはオロナウル・ケレングト出身の人物で、チンギス・カンに仕えた千人隊長の一人。『元史』などの漢文史料では乞失黎黒/乞失里黒/啓昔礼、ペルシア語史料ではقشلق(Qishliq)と記される。ケレイト部によるチンギス・カン謀殺の企みを同僚のバダイとともにチンギス・カンに通報した功績によってダルハン(タルハン)の称号を与えられ、キシリク・ダルハン(『長春真人西遊記』では)とも呼称された。

## 概要
キシリク、バダイらが属するオロナウル・ケレングト氏はモンゴル部キヤト氏の有力集団の1つ、キヤト・サヤール氏の隷民(haran)であった。キシリク、バダイ兄弟はテムジン(後のチンギス・カン)が隆盛する頃、キヤト・サヤール氏のイェケ・チェレンに仕えており、共に牧馬役を務めていた。イェケ・チェレンは親族のアルタンとともに戦利品の分配に関する不満からテムジンの下を離れてケレイト部のオン・カンに仕えるようになっており、オン・カンの息子イルカ・セングンを中心としたテムジン謀殺の企てに関わるようになった。
テムジンを謀殺する議論を終えた後、イェケ・チェレンが家に帰って妻のアラクイトにその件について語っていると、それを偶々バダイが聞き取った。バダイが自らが聞いたこと(チンギスの謀殺計画)をキシリクに話すと、キシリクは事の真偽を確かめるため出かけ、そこでイェケ・チェレンの息子ナリン・ケエンがチンギスの謀殺計画は秘密にしなければならない、と語っているのを聞いた。イェケ・チェレンとナリン・ケエンの意図を察したバダイとキシリクの二人は相談してテムジンに投降し謀殺の計画を伝えることを決め、ナリン・ケエンらのために用意した二匹の馬に乗ってテムジンの下に馳せ参じた。
この功績によってバダイ、キシリクは隷民でありながらテムジンの忠臣として取り立てられ、1206年のチンギス・カン即位時にはソルカン・シラとともに隷民から自由民に昇格させるとの沙汰がチンギス・カンにより為された。バダイ、キシリクは千人隊長(ミンガン)に任ぜられるとともに様々な特権を有する「ダルハン」という称号を名のることを許され、これ以後彼等の子孫は代々ダルハンを称するようになった。